# Palaeomolis nigroradiata
Palaeomolis nigroradiata là một loài bướm đêm thuộc phân họ Arctiinae, họ Erebidae.